# Голубовский (Краснодарский край)
Голубовский — упразднённый хутор в Крымском районе Краснодарского края России. На момент упразднения входил в состав Мерчанского сельсовета. В 1984 хутор исключён из учётных данных.

## География
Располагался среди рисовых чеков, примерно в 1 км (по прямой) к северо-востоку от окраины села Мерчанское.

## История
ХВ 1926 году хутор Голубов состоял из 23 хозяйств. В административном отношении входил в состав Абинского сельсовета Абинского района Кубанского округа Северо-Кавказского края.
В 1984 году жители хутора были переселены в село Мерчанское и хутора Весёлый, Майоровский и Ястребовский.
Решением Краснодарского ИКа от 25 декабря 1984 года хутор исключен из учётных данных.

## Население
По переписи 1926 г. на хуторе проживало 113 человек (60 мужчин и 53 женщины), основное население — украинцы.